# Corinne Niogret

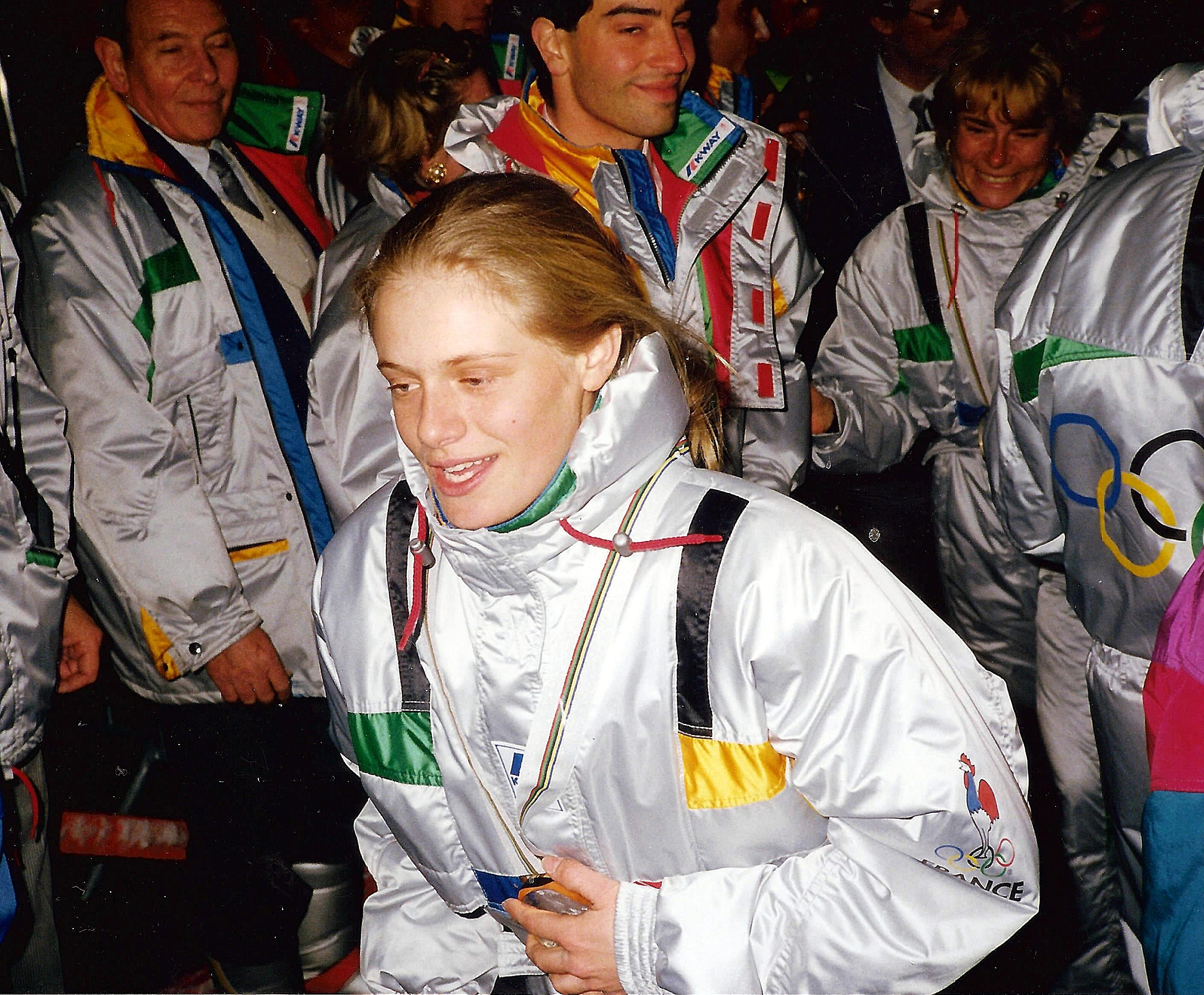
Corinne Niogret under medaljceremonin för stafetten 3 × 7,5 km. (2018)

Corinne Niogret, född den 20 november 1972, är en fransk före detta skidskytt som tävlade mellan åren 1988 och 2004.
Niogret vann under sin karriär totalt åtta världscuptävlingar. Den sista var i Anterselva 2001. Hennes bästa säsong var 1999/2000 då hon slutade trea i den totala världscupen. Dessutom blev hon fyra vid fyra tillfällen.
Niogret deltog totalt i fyra olympiska spel och hon slog igenom vid OS 1992 där hon körde första sträckan i det franska stafettlag som vann guld på hemmaplan. Vid OS 1994 körde Niogret återigen första sträckan men denna gång räckte det bara till brons. Individuellt var hennes bästa placering en femte plats i distans vid OS 1994 i Lillehammer.
I VM-sammanhang tog Niogret totalt elva medaljer varav två guld, båda i distanstävlingen. Den första var 1995 då Niogret vann med tolv sekunder före tyskan Uschi Disl och den andra gången var vid VM 2000 då kinesiskan Yu fick stryk med nästan en minut. 